# Њемачка револуција 1848—1849.
Њемачка револуција 1848—1849. године (њем. Deutsche Revolution 1848/1849), позната и као Мартовска револуција (њем. Märzrevolution), била је у почетку дио Револуције 1848. која је избила у многим земљама Европе. Био је то низ слабо координисаних протеста и побуна у земљама Њемачке конфедерације, укључујући Аустријско царство. Револуција, која је наглашавала пангерманизам, показала је незадовољство народа традиционалним, великим аутократским политичким структурама тридесет девет незавнисних држава Конфедерације које су насљедиле њемачку територију бившег Светог римског царства.
Припадници средње класе били су посвећени либералним принципима, док је радничка класа тражила радиклано побољшање радних и животних услова. Како су се компоненте средње и радничке класе подијелиле, конзервативна аристократија их је поразила. Либерали су присиљени отићи у прогонству како би избјегли политички прогон, гдје су постали познати као Четрдесет осмице. Многи су имигрирали у Сједињене Државе, насељавајући се од Висконсина до Тексаса.